# سعود یکم
سعود بن محمد بن مقرن (زاده ۱۶۴۰ - درگذشته ۱۷۲۵) جد اعلای آل سعود بود. او از دودمان مقرن از طایفه بنی‌حنیفه از قبیله بکر بن وائل بود. او از ۱۷۲۰ تا ۱۷۲۵ حاکم درعیه بود.

## نسب
نسب او را چنین برشمرده‌اند:
سعود بن محمد بن مقرن بن مرخان بن ابراهیم بن موسی بن ربیعه بن مانع بن ربیعه مریدی که قبیله مرده از تیره مسالیخ از طایفه بنی‌حنیفه از قبیله بزرگ بکر بن وائل می‌باشد.